# Гео-гелиоцентрическая система мира

Схема гео-гелиоцентрической системы

Гео-гелиоцентрическая система мира — исторический вариант геоцентрической системы мира, в котором Земля покоится в центре мира, Солнце и Луна обращаются вокруг Земли, а все пять известных тогда планет — вокруг Солнца. Таким образом, эту конструкцию можно рассматривать как компромиссную между геоцентрической системой Птолемея и гелиоцентрической моделью Коперника, причём с точки зрения наблюдений движения планет гео-гелиоцентрическая система ничем не отличается от коперниканской.
Данная система использует многие преимущества модели Коперника и в то же время не требует радикального пересмотра взглядов на место Земли в космосе (многие античные и средневековые учёные выдвигали серьёзные научные аргументы против такого пересмотра). В частности, эта модель мира не вступает в конфликт с установками католической церкви, открыто осудившей гелиоцентризм в 1616 году. Один из авторов данной модели, Тихо Браге, писал, что он хотел «открыть гипотезу, которая в любом отношении не противоречила бы как математике, так и физике, и избежала бы теологического осуждения». В течение XVI—XVII веков гео-гелиоцентрическая система мира также часто выступала как завуалированный легальный вариант системы Коперника. К концу XVII века, после открытия Ньютоном законов динамики и закона всемирного тяготения, все теории, альтернативные гелиоцентризму, утратили научные основания.

## История

Движение Солнца, Меркурия и Венеры, согласно трактату Теона из Смирны «Изложение математических предметов, полезных при чтении Платона»

### Астрономы древности, средневековья и раннего Возрождения
Наброски гео-гелиоцентрической системы встречались в истории науки неоднократно. Древнегреческий астроном Теон из Смирны во II веке н. э. и римский философ Марциан Капелла в V веке н. э. описали вариант геоцентрической системы, в которой Земля неподвижна, но Меркурий и Венера обращаются вокруг Солнца (хотя вместе с ним — и вокруг Земли). Предположительно, эта гипотеза восходит ещё к Гераклиду Понтийскому (IV век до н. э.). Основанием для этого предположения являются слова латинского автора Халкидия (IV в. н. э.) из его «Комментария к платоновскому «Тимею»»:

Наконец, Гераклид Понтийский, описывая круг Люцифера [Венеры], как и таковой Солнца, и давая двум кругам один центр и одну середину, показал, что Люцифер бывает иногда выше, иногда ниже Солнца. Он говорит, что положения Солнца, Луны, Люцифера и всех планет, где бы они ни находились, определяется линией, проходящей через центры Земли и данного небесного тела.

Из планет здесь упоминается только Люцифер (одно из древнейших названий Венеры), но из контекста ясно, что всё то же самое относится и к Меркурию. Фразу «иногда выше, иногда ниже Солнца» можно понимать таким образом: иногда Венера дальше от Земли, чем Солнце, иногда — ближе. Возможно, такого взгляда придерживался и Архимед, полагая обращающимся вокруг Солнца и Марс, орбита которого в этом случае должна была охватывать Землю, а не пролегать между нею и Солнцем, как в случае Меркурия и Венеры.
Гео-гелиоцентрическая модель движения Меркурия и Венеры дожила в европейских странах до позднего средневековья. К XIII веку относится письмо некоего астронома (имя которого неизвестно) императору Латинской империи Балдуину II де Куртене: «Круги Меркурия и Венеры… движутся вокруг Солнца, и они имеют центрами своих сфер центр Солнца». 
Натурфилософ XIV века Жан Буридан пишет в своих комментариях к аристотелевскому трактату «О Небе» при обсуждении вопроса, почему Солнце, Меркурий и Венера имеют одинаковые (годичные) периоды движения по зодиаку:
Некоторые отвечают, что это происходит потому, что эти три планеты расположены в одной и той же сфере, хотя внутри неё они имеют различные эпициклы и эксцентры... Это может быть истинным, поскольку когда они [Меркурий и Венера] находятся в апоцентрах своих эксцентров, они выше, чем Солнце, и когда они находятся в противоположных точках, они ниже, чем Солнце.
Здесь описывается представление, что эпициклы Меркурия и Венеры находятся в той же сфере, что и эпицикл Солнца, и из изложения ясно, что эти планеты вращаются вокруг Солнца. Сам Буридан называет эту конфигурацию «вероятной». Однако он находит и другое решение проблемы равенства периодов движения трех светил: «одинаковое отношение движущих интеллигенций к движущимся сферам».

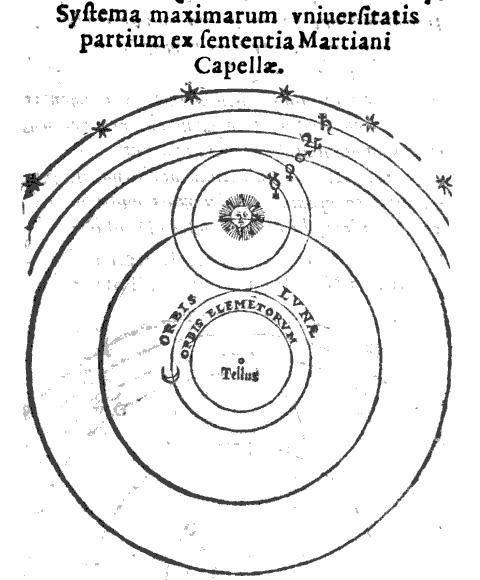
Система мира, в которой Меркурий и Венера обращаются вокруг Солнца (из книги Набота, 1573 г.)

В начале XVI века (1501 г.) о вращении Меркурия и Венеры вокруг Солнца упоминал итальянский математик Джорджо Валла. В 1573 году аналогичную систему мира опубликовал немецкий учёный Валентин Набот (Valentin Naboth) с ссылкой на Марциана Капеллу.
Возможно, гео-гелиоцентрическую систему (уже для всех пяти планет) рассматривали самаркандские учёные в обсерватории Улугбека. Так, известный астроном Кази-заде ар-Руми (учитель Улугбека, XV век) писал:
Некоторые ученые считают, что Солнце находится в середине орбит планет. Та планета, которая движется медленнее, чем другая, дальше удалена от Солнца. Её расстояние будет больше. Наиболее медленно движущаяся планета находится на наибольшем расстоянии от Солнца.
Высказывалось предположение, что гео-гелиоцентрическая система была разработана также индийским астрономом Нилакантой из Керальской школы в XV веке. В своей Ариабхатавахьязе, комментариях к Ариабхатье, он предложил модель, где Меркурий, Венера, Марс, Юпитер и Сатурн обращаются вокруг Солнца, а оно, в свою очередь, вокруг Земли; большинство астрономов Керальской школы приняли его модель.

### Тихо Браге

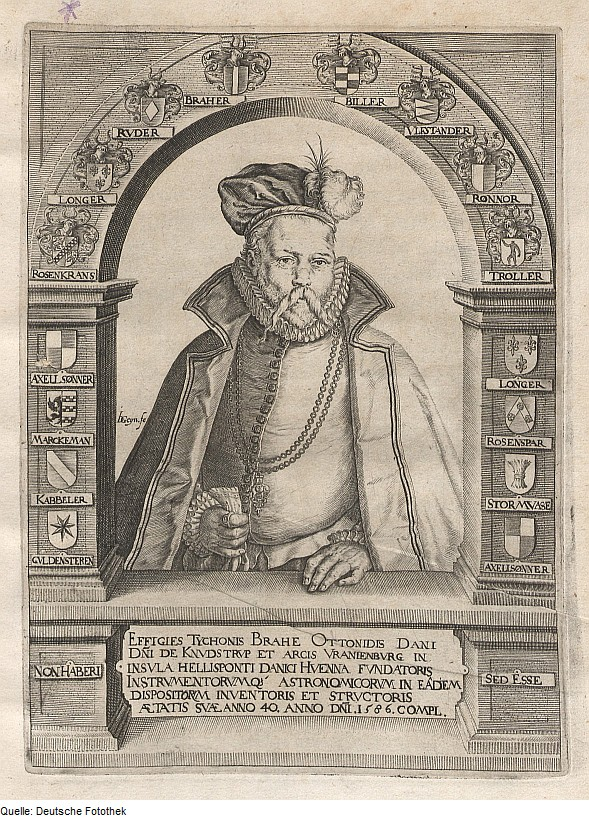
Тихо Браге

В XVI веке в труде Коперника «Об обращении небесных сфер» (1543) была предложена гелиоцентрическая система мира. Однако она вызвала возражения у части учёных. Возражения выдвигались с точки зрения религии, астрономии и аристотелевской натурфилософии (см. критику коперниканства). Например, Тихо Браге, крупнейший астроном конца XVI века, писал в своём трактате «О недавних явлениях в небесном мире» (De Mundi aeteri recentioribus phaenomenis, 1588, Ураниборг): 
Тело Земли велико, медлительно и непригодно для движения… Я без всяких сомнений придерживаюсь того мнения, что Земля, которую мы заселяем, занимает центр Вселенной, что соответствует общепринятым мнениям древних астрономов и натурфилософов, что засвидетельствовано выше Священным Писанием, и не кружится в годичном обращении, как желал Коперник.
Другим важным аргументом в пользу неподвижности Земли Браге считал отсутствие звёздных параллаксов, хотя правильное объяснение этого факта (удалённость звёзд) дано уже у Коперника.

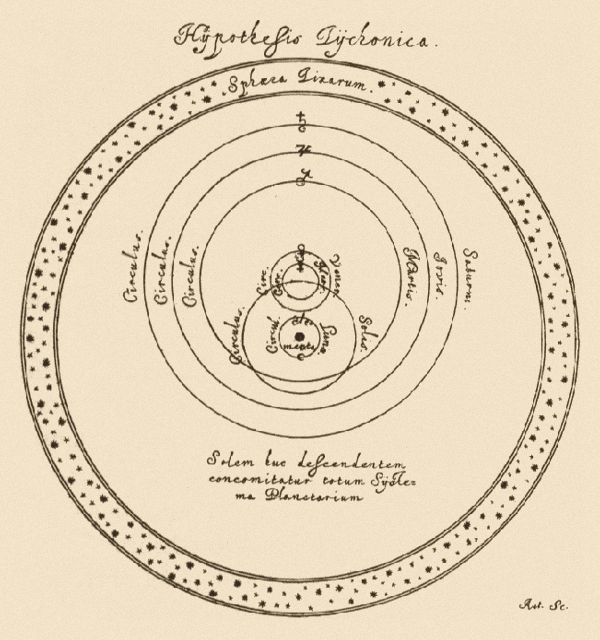
Система мира Тихо Браге из его книги «О недавних явлениях в небесном мире», 1588 г.

В указанном труде Тихо Браге изложил и подробно обосновал гео-гелиоцентрическую систему мира, которую считал своим крупнейшим достижением. Земля в системе мира Тихо Браге была абсолютно неподвижной, не совершая ни поступательного, ни осевого вращения. Соотношение между расстояниями планет от Солнца было точно таким же, как в системе Коперника. Звезды располагались сразу за Сатурном. Любопытной особенностью этой системы было пересечение кругов Марса и Солнца. Тихо считал это дополнительным аргументом против существования твёрдых небесных сфер.

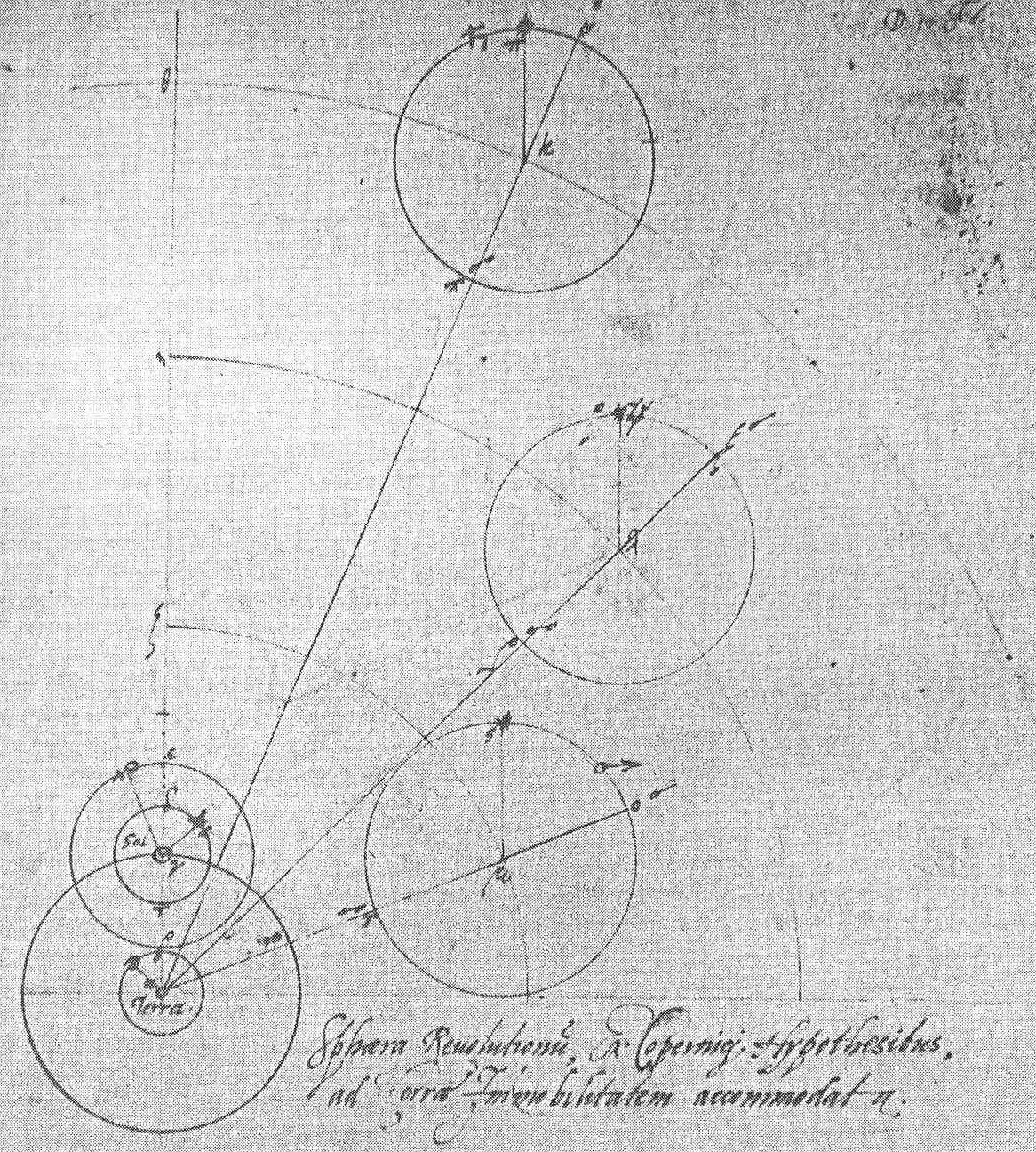
Геометрические преобразования гелиоцентрической системе мира, произведённые Виттихом в 1578 году (запись на полях принадлежащего ему экземпляра книги Коперника О вращении небесных сфер)

Предполагается, что идея разработать новую систему мира у Тихо Браге возникла около 1580 года, когда его обсерваторию на острове Вен посещал немецкий астроном Пауль Виттих. Предметом научного интереса Виттиха были геометрические преобразования системы Коперника к геоцентрической системе отсчёта. В 1578 году он построил диаграмму, на которой Меркурий и Венера обращались вокруг Солнца, а эпициклы Марса, Юпитера и Сатурна имеют радиусы, равные радиусу окружности, по которой Солнце обращается вокруг Земли. С геометрической точки зрения, модель Виттиха полностью эквивалентна гео-гелиоцентрической системе.
Почти одновременно с Тихо, или чуть позднее, гео-гелиоцентрическую систему предложили и несколько других астрономов, наиболее знаменитым из которых был Николас Реймерс, известный также как Урсус (правда, в системе Урсуса Земля совершала вращение вокруг оси). Тихо тут же обвинил Урсуса в плагиате, утверждая, что тот мог увидеть его чертежи во время своего посещения Ураниборга в 1584 году. Однако нельзя исключить, что оба астронома выдвинули эту идею независимо друг от друга.
Влиятельным критиком гео-гелиоцентрической системы был немецкий астроном Кристоф Ротман, придерживавшийся гелиоцентрических воззрений. В своей переписке с Тихо Браге Ротман выдвигал такое возражение: непонятно, какая сила могла удержать вокруг Солнца все планеты, если Солнце само вращается вокруг Земли.

### XVII век

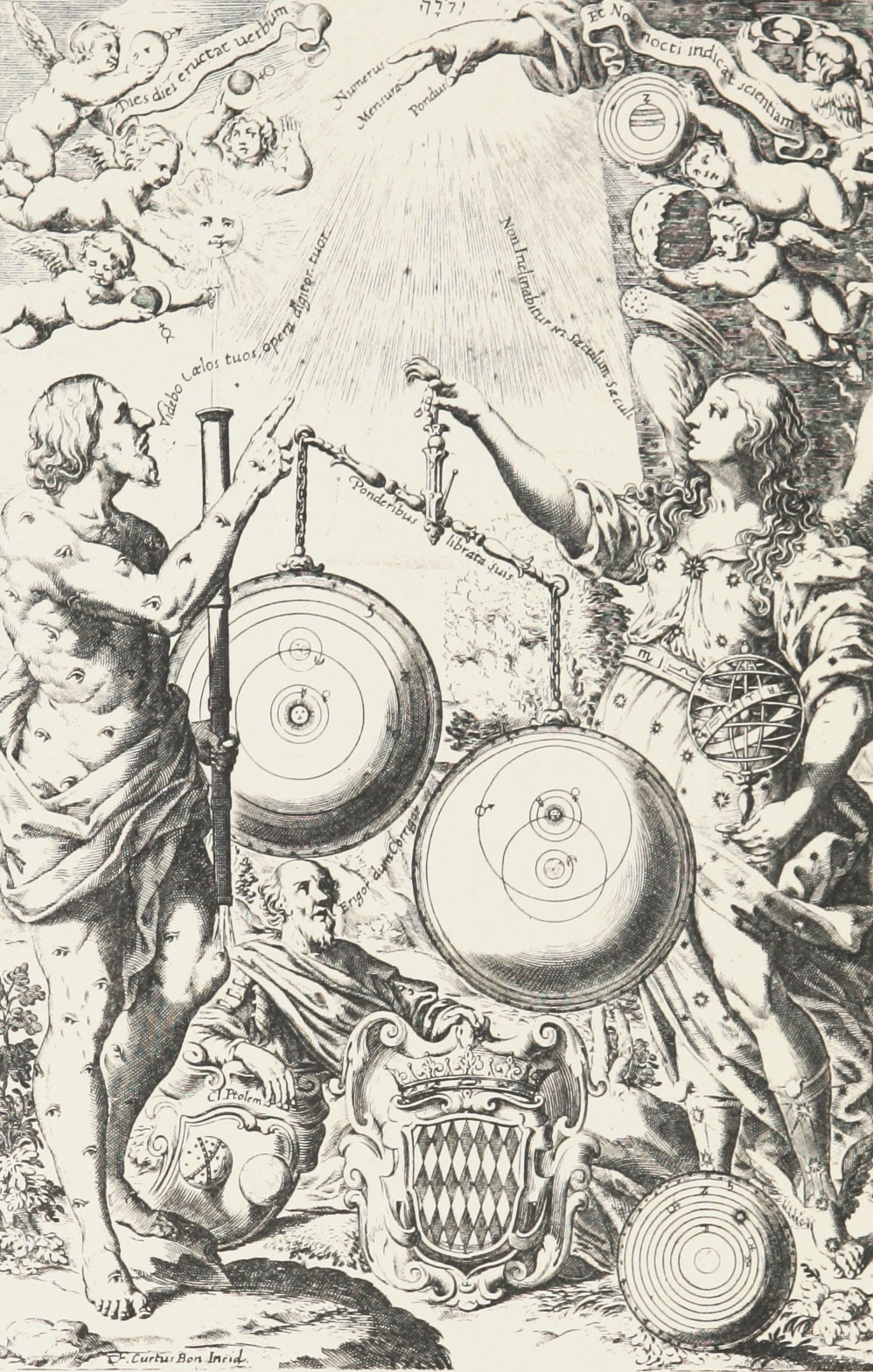
Фронтиспис из книги Риччоли «Новый Альмагест» (1651). Богиня неба взвешивает гелиоцентрическую и гео-гелиоцентрическую системы; предпочтение отдается последней. Что касается чисто геоцентрической системы, то, будучи поверженной, она лежит на земле

После смерти Тихо Браге (1601 год) Иоганн Кеплер, изучив его наблюдения, открыл законы движения планет, которые окончательно похоронили систему Птолемея, но были в принципе совместимы с системой Тихо Браге. Было совместимо с этой системой мира и открытие фаз Венеры Галилео Галилеем.
Поэтому ряд крупных учёных признавали право гео-гелиоцентрической системы на существование наряду с гелиоцентризмом (Джованни Доменико Кассини, Оле Рёмер, Блез Паскаль). К числу основных пропагандистов этой системы мира относились учёные-иезуиты. Так, итальянский астроном, член ордена иезуитов Джамбаттиста Риччоли предложил свой вариант (1651 год): Юпитер и Сатурн вращаются вокруг Земли, прочие планеты — вокруг Солнца; однако позднее он склонился к варианту Тихо Браге. Другой итальянский астроном-иезуит, Маттео Риччи, будучи основоположником иезуитской миссии в Пекине, ознакомил с гео-гелиоцентрической системой китайцев.
Лонгомонтан, ученик Тихо Браге, изложил систему Браге в монографии «Astronomia Danica» (1622 год). В отличие от учителя, Лонгомонтан согласился с Урсусом и признал суточное вращение Земли, косвенным подтверждением чего стало ранее обнаруженное вращение Солнца. Книга Лонгомонтана пользовалась большой популярностью и была дважды переиздана, последний раз в 1663 году. Пьер Гассенди публично поддержал систему Лонгомонтана, хотя многие историки считают его скрытым сторонником Коперника. Французский астроном Жан Батист Морен (Jean-Baptiste Morin) предложил объединить модель Лонгомонтана с эллиптическими орбитами Кеплера и другими его законами (1650 год). В католических странах гео-гелиоцентрическая система сохраняла популярность вплоть до начала XVIII века.
Галилей и Кеплер, напротив, придерживались строгого гелиоцентризма. Физик Отто фон Герике полагал, что только гелиоцентрическая система способна дать объяснение причин движения планет в терминах механики — в отличие от системы мира Тихо Браге. Возможно, именно по этой причине сторонниками гелиоцентризма были практически все крупнейшие физики XVII века, включая Декарта, Гюйгенса, Борелли, Гука, Валлиса.
В конце XVII — начале XVIII века, с открытием Ньютоном закона всемирного тяготения и законов динамики, а также открытием аберрации света звёзд Брэдли, факт движения Земли стал практически общепринятым среди астрономов, физиков и вообще образованных людей. Гео-гелиоцентрическая система мира стала достоянием истории.

## В литературе
«Система Тихона Брахея» упоминается в авторских примечаниях к «Сатире I» А. Д. Кантемира (1729 год):

Два мнения имеют астрономы о системе (состав) света. Первое и старое есть, в котором Земля вместо средоточия всего система имеется и неподвижна стоит, а около ея планеты Солнце, Сатурн, Юпитер, Марс, Меркурий, Луна и Венус вертятся, всякий в известное время. Система сие, по Птоломею, своему вымыслителю, называется Птолемаическою; другое есть, которое Солнце неподвижно (но около самого себя обращающееся) поставляет, а прочие планеты, между которыми есть и Земля, в учрежденное всякому время около его вертятся. Луна уже не планета, но сателлес есть Земли, около которой круг свой совершает в 29 дней. Система сие выдумал Коперник, немчин, и для того Коперническою называется. Есть и третие система, Тихона Брахея, датчина родом, которое, однако ж, из прежних двух составлено, понеже он с Птоломеем согласуется в том, что Земля стоит и что солнце около ея вертится, но с Коперником всех прочих планет движение около солнца поставляет.

У Ломоносова есть ироническая басня, начинающаяся словами:
   Случились вместе два Астронома в пиру

   И спорили весьма между собой в жару.

   Один твердил: Земля, вертясь, круг Солнца ходит;

   Другой, что Солнце все с собой планеты водит.
Ломоносов далее пишет: «Один Коперник был, другой слыл Птоломей». Однако строки «Солнце все с собой планеты водит» ясно указывают, что в действительности Коперник спорит не с Птолемеем, а с Тихо Браге.
Американский астроном Питер Ашер (Peter D. Usher), почётный профессор Пенсильванского университета, опубликовал гипотезу о том, что шекспировский «Гамлет» представляет собой астрономическую аллегорию. Король Клавдий, по его мнению, не зря носит то же имя, что и Птолемей, предложивший геоцентрическую модель. Гамлет — это коперниканец Томас Диггес, а Розенкранц и Гильденстерн (фамилии, упомянутые в родословной Тихо Браге), воплощают теорию Тихо, который пытался примирить две системы.